# 喜多方蔵の里
喜多方蔵の里（きたかたくらのさと）は、福島県喜多方市にある蔵の資料館である。

## 概要
喜多方市内の名家から移築した蔵を集め、蔵づくりの文化を後世に伝える事を目的として設置された。昔の喜多方市の街並みを再現している。約4,500平方メートルの敷地内に、中庭を中心として店蔵、味噌蔵、穀物蔵、蔵座敷、郷頭曲り家等を配置している。ガイドによる施設無料案内も行っている。

## 蔵一覧
- 旧井上家穀物蔵
- 旧唐橋家味噌醸造蔵
- 座敷蔵
- 勝手蔵
- 旧猪俣家穀物蔵
- 郷頭屋敷 旧外島家住宅（福島県指定重要文化財）
- 旧冠木家店蔵
- 旧東海林家酒造蔵
- 肝煎屋敷 旧手代木家住宅（福島県指定重要文化財）

## 入館料
出典：
- 個人
  - 一般・大学生 400円、小・中・高生 200円
- 団体（20人以上）
  - 一般・大学生 350円、小・中・高生 150円

## アクセス
- JR磐越西線 喜多方駅より北西に約1.2 km（徒歩約15〜20分）。

駐車場あり。（喜多方プラザ文化センターと共同。）

## 周辺
- 喜多方プラザ文化センター
- 喜多方市美術館
- 日中線しだれ桜
- 押切川公園体育館
- 野球場